# Robert Knox (aktor)
Robert Arthur Knox (ur. 21 sierpnia 1989 w Kent,  zm. 24 maja 2008 w Londynie) – brytyjski aktor dziecięcy. 
Miał na koncie epizodyczne role w serialach: The Bill, After You've Gone oraz Tonight With Trevor McDonald, a także w filmie Król Artur. Wystąpił również w roli ucznia Hogwartu Marcusa Belby w filmie Harry Potter i Książę Półkrwi. 
Został zasztyletowany 24 maja 2008 roku przy wejściu do baru w londyńskiej dzielnicy  Sidcup, gdy stanął w obronie młodszego o dwa lata brata, zaatakowanego przez mężczyznę uzbrojonego w dwa noże. Morderca, Karl Norman Bishop, został 4 marca 2009 skazany na dożywocie.